# Кропотов, Александр Егорович
Александр Егорович Кропотов (31 марта 1874—1934) — крестьянин, эсер, депутат Государственной думы III созыва от Вятской губернии

## Биография
Родился в многодетной семье крестьянина Егора Гавриловича Кропотова в деревне Подгорная Токтайбелякской волости Уржумского уезда Вятской губернии (ныне д. Подгорная присоединена к селу Токтай-Беляк Куженерского района Республики Марий Эл). Отец занимался извозом в городе Казани, занимался ремеслом в зимнее время делал на продажу ведра, липовые и дубовые кадки, вырезал ложки, вытачивал хлебные чашки и сеянки, за гардины из осиновой дранки с красочными узорами получил Похвальный лист на Казанской промышленной ярмарке. Александр окончил 3 класса местной земской начальной школы, показал отличные успехи в учёбе. Ещё подростком поступил на службу в волостное правление помощником писаря с окладом 1 рубль в месяц. Затем стал волостным писарем. К 1900 году призван в армию, служил штабным писарем. Участвовал в русско-японской войне.
Вступил в партию социалистов-революционеров в 1903 году. В 1906 году вернулся на родину, снова получил место волостного писаря. Занимался земледелием в селе Токтай-Беляк.

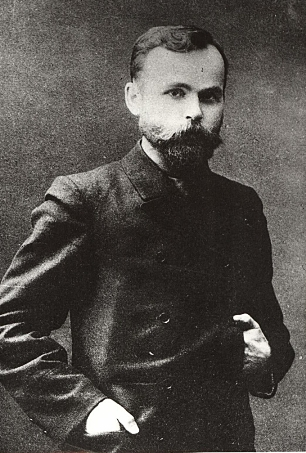
В. Е. Кропотов во время работы в Думе, 1910.

Во время выборов в III Государственную Думу на волостном сходе по избранию выборщиков на губернское собрание прочитал «Кому на Руси жить хорошо» Некрасова и получил все избирательные «шары». На сходе Токтайбелякской волости роль шаров выполняли картофелины. Конкурентом Кропотова был священник из села Русские Шои, чтобы его не обидеть только один выборщик разделил свою картофелину пополам.
14 октября 1907 года избран в Государственной думы III созыва от съезда уполномоченных от волостей Вятской губернии. Вошёл в состав Трудовой группы. Член думских земельной, бюджетной комиссий и комиссии по местному самоуправлению. Поставил свою подпись под законопроектами:

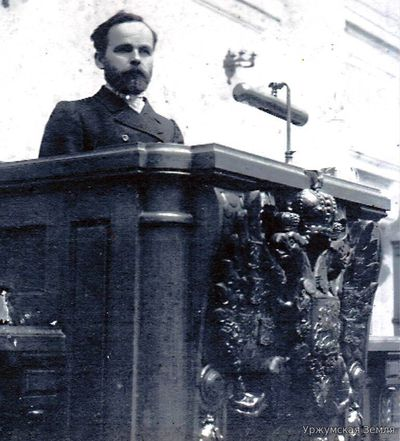
В. Е. Кропотов выступает с думской трибуны, около 1910.

- «Об изменении законодательства о взимании и отправлении земельных и натуральных повинностей с крестьян»,
- «О наделении безземельных и малоземельных крестьян землёй»,
- «О языке преподавания в школах местностей с малорусским населением»,
- «О введении земства в Сибири»,
- «О порто-франко в устьях Оби и Енисея»,
- «Правила приёма в высшие учебные заведения»,
- «О введении в Архангельской губернии земского самоуправления[2]»,
- «О изменении городского избирательного закона»,
- «Об отмене смертной казни».

Всего выступал не менее 24 раз, в том числе по поручению Трудовой группы сделал заявление, что она будет голосовать против законопроекта по указу от 9 ноября 1906. Выступление Кропотова против указа от 9 ноября 1906 года отметил Ленин в своей статье «Аграрные прения в III Думе», сказав, что «он [Кропотов] передаёт действительные стремления миллионов».
За умение выступать перед аудиторией Пуришкевич называл Александра Егоровича «Цицероном». Кропотов критиковал столыпинскую реформу, требовал её заменить другим законом, обличал военных интендантов за воровство казённых денег, предназначенных на солдатские нужды, поставил вопрос о необходимости всенародного обсуждения законопроекта о волостном суде, принятого Государственным Советом.
Ещё на выборах в Думу на уездном уровне Кропотов обошёл своего начальника, также избранного выборщиком, волостного старшину Степана Басова. Предполагают, что именно Степан Басов обвинил Кропотова в том, что он незаконно баллотировался в Государственную Думу, так как по законам быть избранным мог только хозяин домовладения, а Александр Егорович не выделился из семьи отца и хозяйствовал с ним совместно. По другим сведениям он вёл своё хозяйство совместно с матерью и не вышедшими замуж сёстрами. В 1910 году этому делу дали ход. Кропотова обвинили в подлоге имущественного ценза при избрании, что угрожало тюремным сроком. На суде в Казани Кропотова защищал А. Ф. Керенский, туда же приехали 200 свидетелей земляков, чтобы поддержать своего депутата. Процесс был выигран, Кропотов оправдан, но время для баллотировки в 4-ю Думу было упущено.
Во время первой мировой войны служил по военному ведомству писарем в Казани.
В 1917 году после февральской революции избран председателем Уржумской уездной земской управы.
В конце 1917 года был избран во Всероссийское учредительное собрание в Вятском избирательном округе по списку № 3 (эсеры и Совет крестьянских депутатов). Участвовал в заседании Учредительного собрания 5 января 1918 года. Был арестован, но вскоре выпущен. Добирался в Уржум с большими трудностями частью пешком, по сведениям семьи пришлось даже продать сапоги.
В апреле 1918 года избран заседателем Народного суда 7 судебного участка (Сернурская, Токтайбелякская и Конганурская волости) Уржумского уезда. 13 августа 1918 года А. А. Степанов в Уржумском уезде организовал Временное управление южным округом Вятском губернии. В постановлении штаба Степанова говорилось: 

Временно, впредь до установления связи, или с верховным управлением северной области, или с Самарским комитетом членов Учредительного собрания (КОМУЧ), верховную власть в южном округе Вятской губернии вручить временному правлению и составе: члена Учредительного собрания от Вятской Губернии Кропотова, уполномоченного северного областного центра Союза Возрождения России П. Н. Чиркова, командира передового отряда Народной армии капитана А. А. Степанова и полковника В. П. Пантюхина.

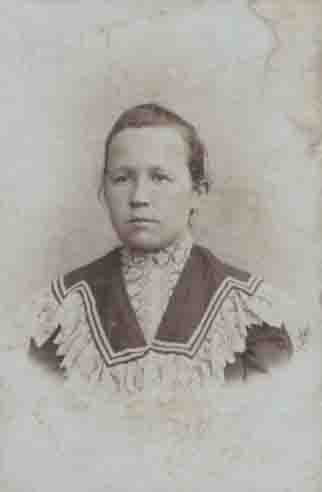
Анна Яковлевна Кропотова, ур. Буркова, около 1900.

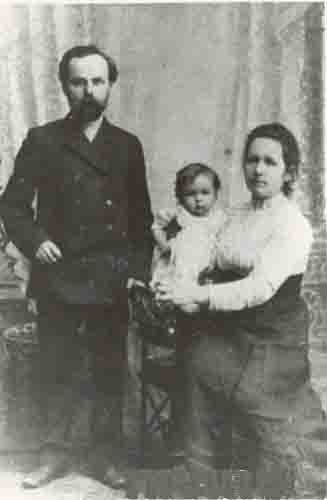
А. Е. Кропотов с женой и ребёнком, около 1907.

20 августа «степановцы» оставили Уржум и двинулись двумя колоннами в Казань и Шурму. После возвращения большевиков к власти А. Е. Кропотова арестовывали 9 раз. Так он был арестован 22 ноября 1920 года, провёл в предварительном заключении 7 месяцев 18 дней. В 1924 году Кропотова арестовали и повезли в Москву, ему удалось сбежать из-под ареста (как он потом объяснил — боялся, что везут на расстрел). Все родственники, в том числе беременная жена были арестованы как заложники. Александр Егорович сдался через 2 недели после побега. Его отвезли в Москву, где допрашивал Менжинский, через несколько месяцев отпустили. Потомки Кропотова предполагают, что ему многократно служила «охранной грамотой» давняя похвала Ленина.
Во время коллективизации вступил в колхоз. Надорвался на работе и скончался в 1934 году. Похоронен в родном селе.

## Семья
- Жена — Анна Яковлевна Кропотова, урождённая Буркова (?—?), выпускница Уржумской прогимназии, учительница из села Салтакъял[1].
  - Сыновей и дочерей 9 человек, из них пятеро умерли в младенчестве, старший сын покончил с собой в возрасте 30 лет, ожидая ареста, одна из дочерей скончалась от нервного расстройства[1].
  - Младший сын — Юрий (род. 1925[8]), был малолетним исключён из детского сада, так как, по словам воспитательницы: «его папа работал на царя…»[1].
- Сестёр и братьев 9 человек, и ещё 3 умерли в младенчестве. Среди них:
- Сестра — Татьяна Егоровна Кропотова, монахиня Свияжского монастыря, имя в монашестве ?[1]
- Брат — Иван Егорович Кропотов, портной, 28 октября 1937 года приговорён к 5 годам заключения[7], ещё один брат был расстрелян во время Большого террора[1].

### Архивы
- Российский государственный исторический архив. Фонд 1278, Опись 9. Дело 398.